# Szondi György (bolgarista)
Szondi György (eredetileg Sal György, bolgárul Дьорд Сонди), Feffernitz, Paternion, (Ausztria), 1946. március 15. –) József Attila-díjas magyar költő, műfordító, szerkesztő, bolgarista.

## Családja
Édesapja Szondi (Sal) Norbert (1920–2007), édesanyja Pókay Margit (1923–2017). Gyermekei Bence (1974) és Eszter Bojána (1977).

## Élete
1960 és 1964 között a pécsi Nagy Lajos Gimnáziumban végezte középiskolai tanulmányait. Már előtte is, de a gimnáziumi beiratkozásánál még komolyabb nehézségeket okozott számára a származása. Érettségi után dolgozott uránbányászként, újságkihordóként, könyvtárosként. A katonaság után 1967-ben, levelező tagozaton kezdte meg az egyetemet. A magyar-könyvtár szakból az utóbbit, amint lehetősége nyílt rá, lecserélte bolgárra, és nappali tagozatra iratkozott. Diplomáját 1974-ben kapta kézhez. 
1975-től az Országos Idegennyelvű Könyvtár (akkori nevén Gorkij Könyvtár) volt a folyamatos munkahelye, főkönyvtáros és főtanácsos, amikor 2007-ben nyugdíjba vonul. Mindeközben 1975-től 1979-ig a Szófiai Ohridi Szent Kelemen Egyetemen magyar lektor, majd 1981-ben ugyanott az újonnan nyíló magyar szak vendégtanára. 1980-tól tíz éven át az Európa Könyvkiadó bolgár irodalomért felelős teljes jogú szerződéses szerkesztője. 
1981 és 1984 között az MTA aspiránsa Szófiában. 1984-ben védi meg kandidátusi disszertációját, bolgár nyelven. 1999-től 2004-ig a Szófiai Magyar Kulturális Intézet igazgatója és a magyar nagykövetség kulturális tanácsosa. 2004 és 2009 között a Szófiai Ohridi Szent Kelemen Egyetem vendégdocense.
Bulgáriában az irodalmat szerető emberek saját költőjüknek tartják Szondit (Djord Szondi néven jelennek meg bolgár nyelvű versei, írásai, kötetei), de talán az alkotóművészinél is jelentősebb irodalomtörténészi és kulturális szervezői megbecsültsége.
1994 és 1999 között a POLISZ folyóirat főszerkesztő-helyettese, majd főszerkesztője, 1999-től 2003-ig a Masszi Kiadó ügyvezetője, 1999-től a Napút főszerkesztője, 2003-tól 2016-ig a Napkút Kiadó igazgatója, 2016-tól a naputonline.hu főszerkesztője.
A Világirodalmi Lexikonba közel 200 szócikket írt bolgár írókról, irodalomról. Összességében mintegy 400 szerzőtől 11 ezer oldalnyi prózát, 20 ezer verssort ültetett át eddig magyarra. Több tucat magyar szerzőktől fordított antológia, folyóiratszám, tanulmánykötet összeállítását jegyzi, közel száz magyar író bulgáriai megjelenését segítette megvalósulni. Bolgárul megjelent írásainak, tanulmányainak, interjúinak száma félezernél több.
Költőként a merész kísérletezés jellemzi, szokatlan nyelvtani megoldásokkal, szóképzésekkel és kihagyásokkal hoz létre többnyire rövid, "olvasati kiegészítésre váró" szövegeket.
Eötvös-, NKA- és Soros-ösztöndíjban (utóbbiban Bulgáriában) részesült.
Amatőr fényképészként számos könyvet illusztrált, fotópályázatok nyertese, képeit önálló tárlatokon is bemutatták.

## Művei
- Magyar nyelvkönyv bolgárok számára (társszerzőségben, Szófia, 1982)
- Magyar-bolgár társalgási szótár (társszerzőségben, Szófia, 1984)
- Pripada diagonalat (Alél az átló) (versek, Szófia, 1992)
- Értem, értem, értem? (versek, Kráter Műhely Egyesület, Budapest, 1994)
- Za ek vam (versek, Szófia, 1996)
- Mosztat na ezika. V cseszt na 70-godisninata na Djord Szondi. Sztatii, eszeta, sztihotvorenija (Írások a szerzőtől s a szerzőről) (Szófia, 2016)
- Önlexikon – Kortárs magyar írók önszócikkei (szerkesztő, Cédrus Művészeti Alapítvány, Budapest, 2017)
- Hunbolg (vegyes műfajú írások magyar nyelven, előkészületben)
- Balgarszkijat i ungarszkijat glagol (A bolgár és a magyar ige) (monográfia, előkészületben)
- Kniga za Szondi (Szondi-könyv) (vegyes műfajú írások, előkészületben)

## Műfordításai (válogatás)
- Emilijan Sztanev: Az Antikrisztus; ford., előszó Szondi György; Magvető, Budapest, 1976 (Világkönyvtár)
- Ljuben Petkov: Zöld keresztek. Regény; ford., utószó Szondi György, versford. Nagy László; Európa, Budapest, 1977 (Modern könyvtár)
- Zahari Sztojanov: Egy nemzet mámora. Feljegyzések a bolgár felkelésről; ford., utószó Szondi György, magyar kiad. rövidítése Juhász Péter; Európa, Budapest, 1978 (Századok, emberek)
- Emilijan Sztanev: Kormoska (Móra, 1980)
- A rózsaszínű pelikán. Bolgár elbeszélések; ford. Csíkhelyi Lenke et al., vál., jegyz. Szondi György; Európa, Budapest, 1980 (Modern könyvtár)
- Régi idők bolgárai. A bolgár újjászületés prózája (más fordítókkal közösen, Európa Könyvkiadó, 1981)
- Aleko Konsztantinov: Hihetetlen történetek egy mai bolgárról. Baj Ganjo; ford., utószó, jegyz. Szondi György; Európa, Budapest, 1983
- Emilijan Sztanev: Lázár és Jézus / Szibin herceg legendája / Tihik és Nazarij / Antikrisztus; regények és kisregények (Juhász Péterrel, a "Szibin herceg legendája" fordítójával, Európa Könyvkiadó, 1985)
- Binyo Ivanov versei; vál., ford. Szondi György; Európa, Budapest, 1990 (Új Pegazus)
- Blaga Dimitrova: Időtöröttek. Válogatott versek; vál., utószó Szondi György, ford. Székely Magda, Szondi György, Turcsány Péter; Kráter Műhely Egyesület, Budapest, 1991 (Gadulka)
- Ljuben Petkov: Oroszlános porta; ford., utószó Szondi György; Kráter Műhely Egyesület, Budapest, 1992 (Gadulka)
- Nikolaj Hajtov: Kecskeszarv. Szilaj elbeszélések; ford., utószó Szondi György; Kráter Műhely Egyesület, Budapest, 1994 (Gadulka)
- Georgi Markovszki: Huncut Petar; ford., utószó Szondi György; Kráter Műhely Egyesület, Budapest, 1997 (Gadulka)
- Bronzpillák. Az új bolgár líra 125 éve (más fordítókkal közösen, Masszi Kiadó, 2002)
- Sztaniszlav Sztratiev: Másutt. Bolgár egypercesek (más fordítókkal közösen, Napkút Kiadó, 2003)
- Magoncok és morzsák. Bolgár apró írások (Napkút Kiadó, 2006)
- Konsztantin Pavlov: Perszifedron (Napkút Kiadó, 2006)
- Ivan Kulekov: Harmadik személyben (Napkút Kiadó, 2006)
- Plamen Dojnov: Kávéköltemények (Napkút Kiadó, 2007)
- Nikolaj Kancsev: Az oroszlánszáj nem cibál, de illata száll (Napkút Kiadó, 2009)
- Ekaterina Joszifova: Otthon, majdnem (Napkút Kiadó, 2009)
- Madárezredes. Kortárs bolgár drámák (más fordítókkal közösen, Napkút Kiadó, 2009)
- Almák. Kortárs bolgár elbeszélők antológiája (más fordítókkal közösen, Sztigmati és Napkút Kiadó, 2009)
- Vándorvirágok. Bolgár szavak és színek Szondi György közvetítésében magyarul (Napkút Kiadó, 2010)
- Rumen Sztojanov: Lassúdad szavak (más fordítókkal közösen, Napkút Kiadó, 2011)
- Más-más csönd. Bolgár haikuantológia (Napkút Kiadó, 2012)
- Georgi Goszpodinov: Balladák és bomlások (Napkút Kiadó, 2014)
- Edvin Szugarev: Madárijesztő (Napkút, 2015)
- Marin Georgiev: Se Isten, se ördög (Napkút, 2015)
- Emilija Dvorjanova: Mondatkoncert (Napkút, 2016)

## Díjai, elismerései (válogatás)

### Magyar
- Műfordítói nívódíjak (1976, 1977, 1978, 1981, 1983)
- József Attila-díj (2015)
- Jean Monnet emlékérem (2015)
- A Magyar Érdemrend lovagkeresztje (polgári tagozat) (2021)
- Utassy József-díj (2024)[5]

### Bolgár
- 1300 Éves Bulgária Díj (1981)
- Cirill és Metód Érdemrend (1985)
- Bolgár Tudományos Akadémia Marin Drinov Díja (2001)
- Veliko Tirnovó-i Szent Cirill és Szent Metód Egyetem díszdoktora (2002)
- Bolgár Fordítószövetség Sztojan Bakardzsiev Díja (2003)
- Bolgár Oktatási Minisztérium Otec Paiszij Érdemérme (2006)
- Bolgár Nemzeti Rádió Arany Ébresztő Díja (2007)
- Arany Évszázad Díj (2015)
- A szófiai Új Bolgár Egyetemen (Nov Balgarszki Universzitet) díszdoktora (2021)
- Március 3-a Díj (Bolgár Országos Önkormányzat, 2022)[6]

## Tagságai (válogatás)
- Magyar Írószövetség
- Magyarságtudományi Társaság
- MAOE
- MMA Köztestülete
- MTA Köztestülete
- Bolgár Fordítók Egyesülete (tiszteletbeli tag)
- Bolgár Írók Egyesülete (tiszteletbeli tag)
- Bolgár Tudósok Egyesülete